# 美福
美福，舊稱抵美福，是台灣宜蘭縣壯圍鄉的一個傳統地域名稱，位於該鄉西南部。相較於今日行政區，其範圍大致包括美福村北半部、新南村西北部。

## 歷史
台灣清治末期，美福地區為一街庄，稱為「美福庄」，隸屬於民壯圍堡。該庄東與新興庄為鄰，南與南興庄為鄰，西邊為壯二庄，北邊為壯四庄、壯五庄。
1901年（日治明治三十四年）11月，廢縣廳改設二十廳，該庄隸屬於宜蘭廳，編入第十六區。1905年（明治三十八年）7月，該區改名「民壯圍區」。1909年（明治四十二年）10月，合併二十廳為十二廳，該庄仍隸屬於宜蘭廳。1920年（大正九年），廢十二廳改設五州二廳，該庄改制為「美福」大字，隸屬於臺北州宜蘭郡壯圍庄。
戰後壯圍庄改制為壯圍鄉，隸屬於臺北縣，大字亦改制為村。1950年10月，北、基、宜分治，壯圍鄉改隸屬於宜蘭縣。

## 聚落
本地區發展較早的聚落有抵美福、茄苳林等，在日治期初期的官方地圖上已有記載。

## 交通
國道5號又稱「北宜高速公路」，是橫跨台灣東西部的高速公路，大致以縱向轉北北西—南南東走向經過美福地區西部。由該道路向北可前往礁溪、頭城西南部、坪林、石碇、南港並止於國道3號南港系統交流道，向南南東可前往達五結、羅東、冬山、蘇澳等地。
鄉道宜7線是竹安至新南的道路，大致以北北東—南南西走向經過本地區東部邊界。由該道路向北北東可前往壯五東南部、公館西部、壯六東部、十三股、古亭笨東部、新發、車路頭東南部、塭底、大塭東南端並止於鄉道宜4線路口，向南南西可前往南興並止於鄉道宜16線路口。
鄉道宜9線是社頭至南興的道路，大致以縱向經過本地區中部。由該道路向北轉北北東可前往壯圍市區（壯五）、壯六西部、功勞、古亭笨、大福地區南部並止於省道台2線路口，向南可前往南興並止於鄉道宜16線路口。
鄉道宜18線（美福路）是員山再連至壯圍新南的道路，其東側端點位於本地區東南端新南國小旁鄉道宜7線路口。由此向西偏北出境後，可前往壯二、四鬮、吧荖鬱、三鬮、再連東側並止於省道台7線路口。